# الإسلام في إستونيا

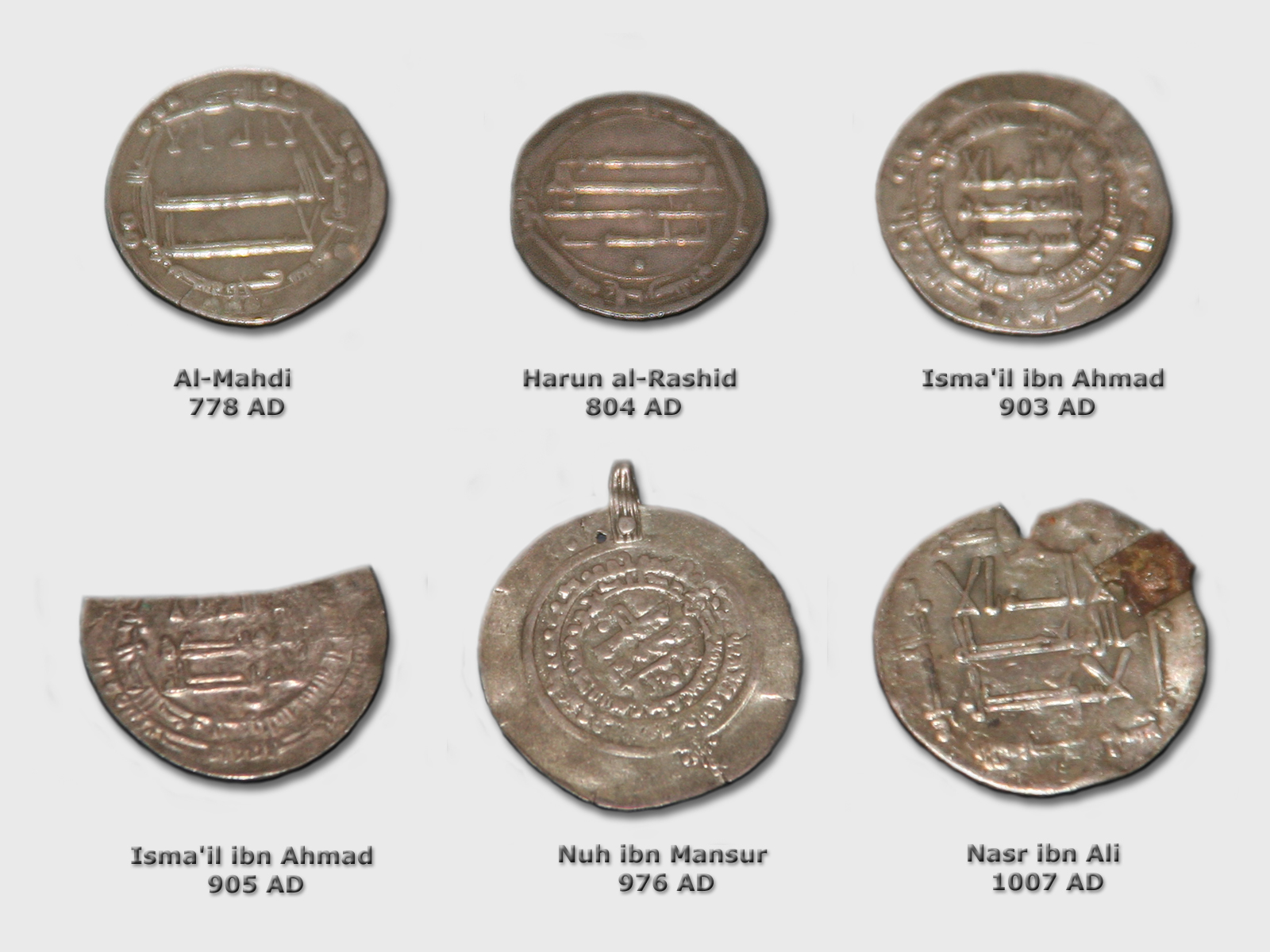
مجموعة من الدراهم الأجنبية (من المرجح أنها من صقلية)، عثُر عليها في أستونيا، تحتوي على نصوص عربية تشير إلى الحقبة التي تنتمي إليها وإلى أسم الخليفة في زمنها (المهدي 778 م - هارون الرشيد 804 م- إسماعيل بن أحمد 903 م- إسماعيل بن أحمد 905 م- نوح بن منصور 976 م- نصر بن علي 1007 م).معروضة حالياً في متحف التاريخ الإستوني.

يوجد في إستونيا واحدة من أصغر الجاليات المسلمة في أوروبا. وفقًا لتعداد عام 2011 بلغ عدد الذين المسلمين 1,508 شخص أو 0.14٪ من إجمالي السكان. عدد المسلمين المتدينين صغير، لا يوجد مسجد في إستونيا لذا يستخدم المركز الإسلامي الإستوني كمسجد. وفقًا للتقديرات السابقة في عام 2008 كان يعيش حوالي 4000 مسلم في إستونيا. أكبر الجماعات الإسلامية في إستونيا تتكون من التتار والأذريين. هناك أيضًا أعداد أقل من المسلمين ينتمون إلى خلفيات إقليمية وعرقية مختلفة (بما في ذلك المتحولين إلى الإسلام). غالبية المسلمين في إستونيا هم من السنة باستثناء الأذربيجانيين الشيعة. يعيش معظم المسلمين الإستونيين في تالين أو حولها.
أغلب المسلمين هم من المجموعات العرقية التتارية أو الآذربيجانية الذين هاجر أجدادهم إلى إستونيا بعدما ضمت الإمبراطورية الروسية كلاً من ليفونيا وإستونيا إليها في عام 1721، كما هاجر أجداد الأغلبية المسلمة الحالية خلال فترة الاتحاد السوفييتي بين عامي 1940 و1991. منذ عام 1860 بدأت الجالية التتارية بعمل النشاطات في مدينة نارفا. تم تحويل مقر لجمع التبرعات الخيرية إلى مسجد في نارفا، كما تم تسجيل جامعين إسلاميين هما نارفا محمدي كوغودوس في عام 1928 وتالينا محمدي أسوهينغ في عام 1939 في زمن جمهورية إستونيا المستقلة. ولكن في عام 1940 قامت قوى الاتحاد السوفييتي بمنع الجامعين، وقد دمرا في عام 1944 أثناء الحرب العالمية الثانية. في إحصائية رسمية عام 2000، كان عدد الناس الذين ذكروا بأنهم مسلمين هو 1387.

## وصلات خارجية
- ISLAM.EE (بالإستونية)